# Evermod

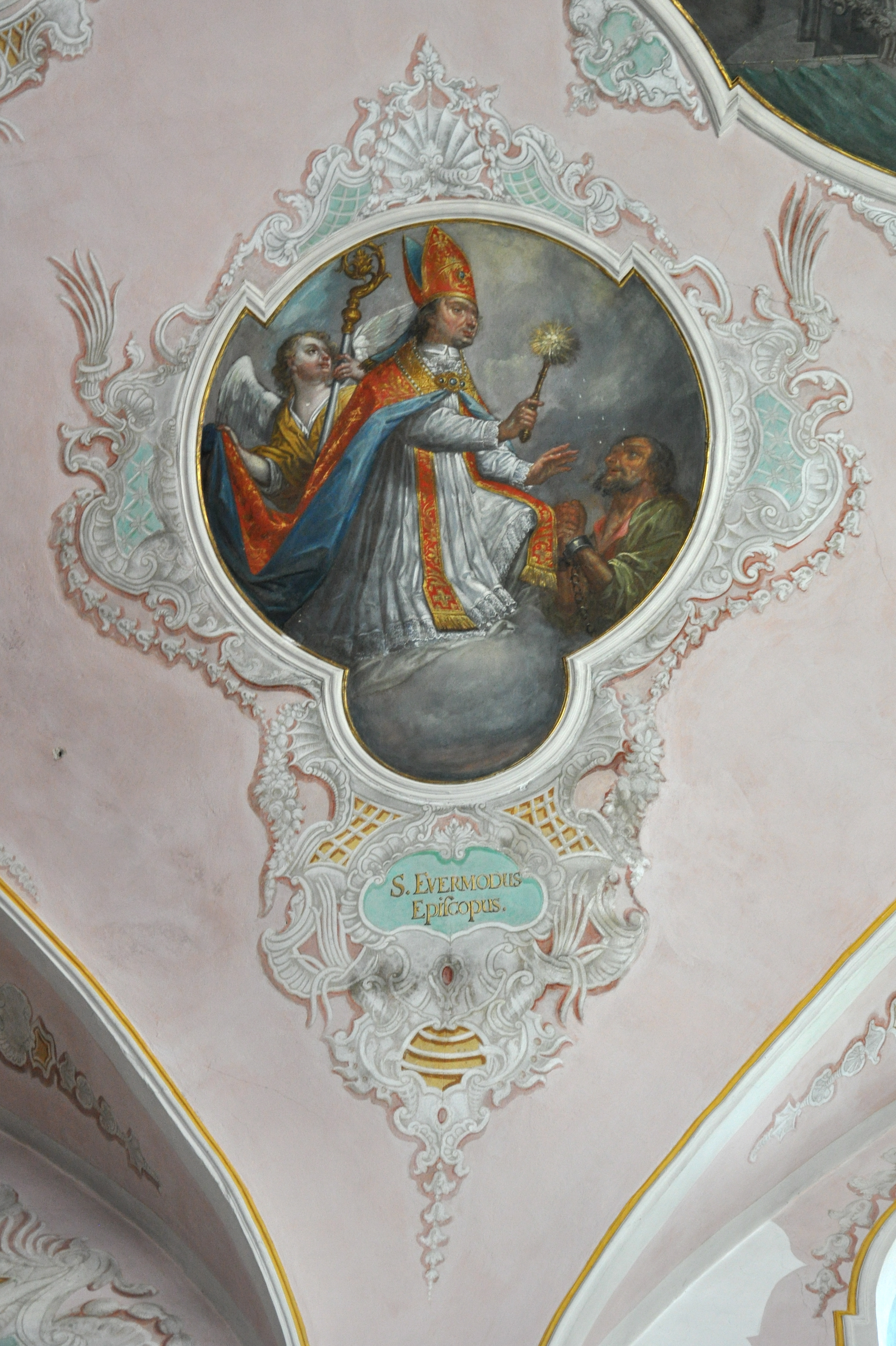
Der hl. Evermod an der Chordecke der Klosterkirche des ehemaligen Prämonstratenserklosters Schussenried, Fresko von Gabriel Weiß, 1744

Evermod (* um 1100 in Belgien; † 17. Februar 1178 in Ratzeburg) war der erste Bischof von Ratzeburg. Wegen seiner Tätigkeit in der Ostkolonisation wird er auch Apostel der Wenden genannt.

## Leben
Evermod war ab 1120 einer der wichtigen Gefolgsmänner des Gründers der Prämonstratenser, Norbert von Xanten, den er in Cambrai kennengelernt hatte. Beide kämpften gemeinsam gegen Vertreter von „Irrlehren“ wie Tanchelm. Nachdem Norbert 1131 das auf einer Saaleinsel bei Calbe gelegene Kloster Gottesgnaden gegründet hatte, wurde Evermod zunächst dort und dann anschließend im Mutterkloster Kloster Unser Lieben Frauen in Magdeburg Propst. Von hier aus zeigt er für die Gründung der weiteren Tochterklöster in Havelberg, Jerichow, Quedlinburg und Pöhlde verantwortlich.
Heinrich der Löwe ernannte Evermod aufgrund seines erstrittenen Investiturrechts 1154 zum ersten Bischof seines neuen Bistums Ratzeburg. Evermod begann mit dem Bau des von Heinrich gestifteten Ratzeburger Doms auf der Dominsel des Ratzeburger Sees. An den Dom lehnte sich ein Prämonstratenserkloster an, worauf der Kreuzgang an der Nordseite der Kirche noch deutlich hinweist.
Evermod liegt im Ratzeburger Dom begraben.
Sein Nachfolger als Bischof wurde nach zwei Jahren Sedisvakanz Isfried von Ratzeburg.

## Verehrung
Evermods Kanonisation erfolgte 1728 durch Papst Benedikt XIII.